# Palazuelos de la Sierra
Palazuelos de la Sierra es una localidad y un municipio situados en la provincia de Burgos, en la comunidad autónoma de Castilla y León (España) , comarca de Alfoz de Burgos, partido judicial de Burgos, cabecera del ayuntamiento de su nombre. Se encuentra entre Cueva de Juarros y Villamiel de la Sierra.
Su patrón es San Bartolomé celebrándose el 24 de agosto. Su virgen es la Virgen de la Yedra. Además, el último domingo de julio se hace una romería en honor a la Virgen de la Yedra.

## Geografía
Tiene un área de 15,74 km² con una población de 72 habitantes (INE 2007) y una densidad de 4,57 hab/km².

## Historia
La población de Palazuelos aparece ya documentada en el año 957 cuando el monasterio de Cardeña recibe la donación de una dehesa de leña en el lugar, el apellido de la Sierra comienza a utilizarlo a partir del sigo XIV para distinguirse de otras villas que traen el mismo nombre en las tierras de Burgos. 
Pero es en 1843 cuando Palazuelos de la Sierra adquiere la condición de municipio constitucional; contaba con 142 habitantes y se incardina en el partido de Burgos, al que sigue vinculado en la actualidad.
Fue conocido como el pueblo de los siete molinos, las aguas del río Matanzas movían las ruedas de esos molinos a mediados del siglo XVIII. Hoy en día solo queda uno, el molino de San Cristóbal que fue restaurado y es de uso comunal. Este era el más cercano al pueblo, y lo utilizaban no sólo los vecinos de Palazuelos por turnos, sino los de otros pueblos vecinos a los que se cobraba la maquilla que habitualmente era 1 celemín por fanega.

## Demografía
Palazuelos de la Sierra cuenta con una población de 93 habitantes (INE 2024).
| Gráfica de evolución demográfica de Palazuelos de la Sierra entre 1842 y 2021                                         |
| |
| Población de derecho según los censos de población del INE. Población de hecho según los censos de población del INE. |

| 1991 |  | 1996 |  | 2001 |  | 2004 |  | 2008 |  | 2012 |  | 2016 |
| ---- |  | ---- |  | ---- |  | ---- |  | ---- |  | ---- |  | ---- |
| 70   |  | 67   |  | 79   |  | 73   |  | 69   |  | 66   |  | 81   |

## Iglesia
La iglesia parroquial de San Bartolomé fue terminada a finales del siglo XVIII sobre un templo anterior del siglo XIII de estilos románico, de cuya época se conservan en el ábside unos canecillos, y en su interior la sencilla pila bautismal.
Su construcción es esencialmente gótica, habiendo sufrido los cambios lógicos de este tipo de templos. Su planta es de cruz latina, con una sola nave y capillas laterales, siendo la más nueva la de Las Ánimas, obra neoclásica de finales del siglo XVIII que se construye aprovechando el cambio de la antigua espadaña por la torre nueva.
En su interior, destaca el retablo mayor de estilo neoclásico, obra ejecutada en 1792 y dorada en 1794, que se enmarca dentro de la escuela de Francisco Esteban Collantes.
En la parte superior vemos un calvario del siglo XVI, perteneciente al antiguo retablo desaparecido en un incendio, y del que también se conservan otras imágenes, de la escuela de Siloé.
El retablo colateral de la Virgen del Rosario, se puede fechar hacia 1750. En su parte superior encontramos una reliquia de los Santos Mártires de Cardeña.
Destacan a su vez, dos piezas importantes, la primera es la imagen de la Virgen de Yedra patrona de la localidad, de finales del siglo XIII, aunque su policromía es el gótico tardío. Tuvo su ermita a la vera del río Matanzas, de ahí que también se le conozca como la Virgen del Río, que fue desmontada a mediados del siglo XX cuando el cura solicitó una nueva casa parroquial y el concejo acordó construírsela desmantelando para ello la ermita que ya carecía de techumbre. El día fijado para comenzar el acarreo de la piedra comenzó a llover y no cesó en más de un mes. A pesar de este celestial aviso el atropello se consumó una vez hubo escampado. A la imagen se la tienen una gran devoción en la comarca, y son conocidas las múltiples rogativas que a ella se le hacían. Los trashumantes que pasaban a su vera también le tuvieron gran aprecio, y cuentan que le realizaban cuantiosas ofrendas por una abertura practicada para tal efecto en la puerta de su ermita, siendo la más importante la corona que posee.
La otra gran joya es la cruz parroquial, de finales del sigo XVI. Obra de Gregorio de Abauzna de 1587, sigue modelos de Bernardino de Nápoles y Sebastián de Olivares, incorporando la Asunción en el reverso, compuesta según modelo romanista.